# Drepanopalpia
Drepanopalpia — рід совкових з підродини совок-п'ядунів, який зустрічається на Канарських островах.

## Систематика
У складі роду:
- Drepanopalpia polycyma Hampson, 1898